# Stazione di Carsoli
La stazione di Carsoli è a servizio dell'omonimo comune in provincia dell'Aquila, e ne rappresenta lo scalo ferroviario principale.
Si trova sulla tratta Roma-Pescara.

## Storia
Fu inaugurata il 30 luglio 1888 in occasione dell'apertura del tratto Sulmona-Cineto Romano.
Il fabbricato viaggiatori originale fu distrutto dal terremoto del 1915; quello tuttora in esercizio fu ricostruito nel secondo dopoguerra.
La stazione avrebbe dovuto essere il capolinea ferroviario della linea per Giulianova passante per L'Aquila, Capitignano e Teramo, ma tale progetto rimase irrealizzato.
A seguito di recenti lavori la stazione viene ammodernata e messa a norma, inoltre diviene "Impresenziata" cioè non sono presenti capostazione e/o personale addetto al traffico ferroviario, tuttavia essa rimane tra le fermate obbligatorie per tutti i treni della linea.

## Strutture e impianti
La stazione è gestita da Rete Ferroviaria Italiana (RFI).
Il fabbricato viaggiatori si compone di tre corpi: il corpo centrale si sviluppa su due livelli; il piano terra è rivestito in mattoni, mentre il primo piano è in muratura e tinteggiato di giallo. I corpi laterali si sviluppano in modo simmetrico e sono composti da un solo livello: il rivestimento dei corpi laterali è in mattone.
La stazione disponeva di uno scalo merci con annesso magazzino: oggi (2023) lo scalo è stato smantellato, mentre il magazzino è stato convertito in deposito. L'architettura del magazzino è molto simile a quella delle altre stazioni ferroviarie italiane.
Sono presenti altri piccoli edifici che erano funzionali al servizio merci che un tempo era particolarmente attivo.
Il piazzale si compone di due binari provvisti di banchine che sono state recentemente rimodernate e messe a norma. Originariamente erano collegate fra loro mediante una passerella ferroviaria in legno, mentre adesso è presente un sottopassaggio con annessa ascensore grazie ai lavori di rimodernamento e messa a norma. Il binario 1 è su tracciato deviato e viene usato per effettuare gli incroci e le precedenze fra i treni, il binario 2, invece, è il binario di corsa.
Erano presenti altri binari tronchi nell'area dell'ex scalo merci che ad oggi è stato disarmato.

## Movimento
La stazione è servita da treni regionali e regionali veloci svolti Trenitalia nell'ambito del contratto di servizio stipulato con la Regione Abruzzo, con destinazioni principali Avezzano, Pescara, Roma Tiburtina e Roma Termini.

## Servizi
La stazione offre i seguenti servizi:
- Biglietteria self-service
- Sala d'attesa
- Bar

## Interscambi
- Autobus urbani e interurbani

Autolinee Cotral per Roma e altri comuni
Autolinee TUA per altri comuni in Abruzzo